# Hedwigiales
Hedwigiales é uma ordem de musgos da subclasse Bryidae da classe Bryopsida. O epónimo é Johannes Hedwig (1730–1799), o fundador da moderna briologia.

## Sistemática
A ordem Hedwigiales inclui três famílias:
- Bryowijkiaceae, com um único género e duas espécies, da Ásia e de Madagáscar;
- Hedwigiaceae, 4 géneros com 28 espécies;
- Rhacocarpaceae, 2 géneros com 9 espécies.